# بدورته (باركشير)
بدورته (بالإنجليزية: Padworth)‏ هي قرية وأبرشية مدنية تقع في المملكة المتحدة في إنجلترا. يقدر عدد سكانها بـ 919 نسمة ومساحتها 5.71 كم2 .